# Templo Beiyue
O Templo Beiyue (chinês tradicional: 北嶽廟, chinês simplificado: 北岳庙, pinyin: Běi Yùe Mìao, lit. ‘templo do cume norte’) é um templo taoísta localizado a oeste da cidade de Quyang, província de Hebei, China. O templo foi usado como local de sacrifícios do Monte Heng pelos imperadores da Dinastia Song, na homenagem do Deus local — montanha a norte das Cinco Montanhas Sagradas da China — o qual foi provavelmente ocupado durante a Dinastia Liao. O Salão Dening é a maior e mais antiga estrutura do templo, e um dos edifícios de madeira existentes de maior importância histórica dos construídos durante a Dinastia Yuan. O templo possui ainda três portões, um pavilhão octogonal e várias estelas.

## História
O Templo Beiyue foi estabelecido pela primeira vez ou durante a Dinastia Wei do Norte (386–584) ou durante a Dinastia Tang (618–907), entretanto o sitio talvez tenha sido tomado ainda no século II AEC durante a Dinastia Han. O templo foi reconstruído por duas vezes: primeiro em 991, após ter sido destruído pelo povo Kitai por volta de 950; e, em seguida, em 1270. De acordo com uma imagem do templo que remonta de uma história local de Quyang escrita em 1672, o templo apresentava já por esta altura o projeto atual.
Durante a Dinastia Song, o Templo Beiyue foi usado como local alternativo para a realização de sacrifícios destinados ao Cume do Norte, no Monte Heng, uma das montanha sagradas do Taoísmo. Durante este período, o Monte Heng era controlado pela Dinastia Liao (916–1125). Com o propósito de manter a legitimidade política e receber apoio taoísta, o Imperador Song elegeu o Templo Beiyue como local para esses mesmos sacrifícios a Hengshan.

## Arquitetura

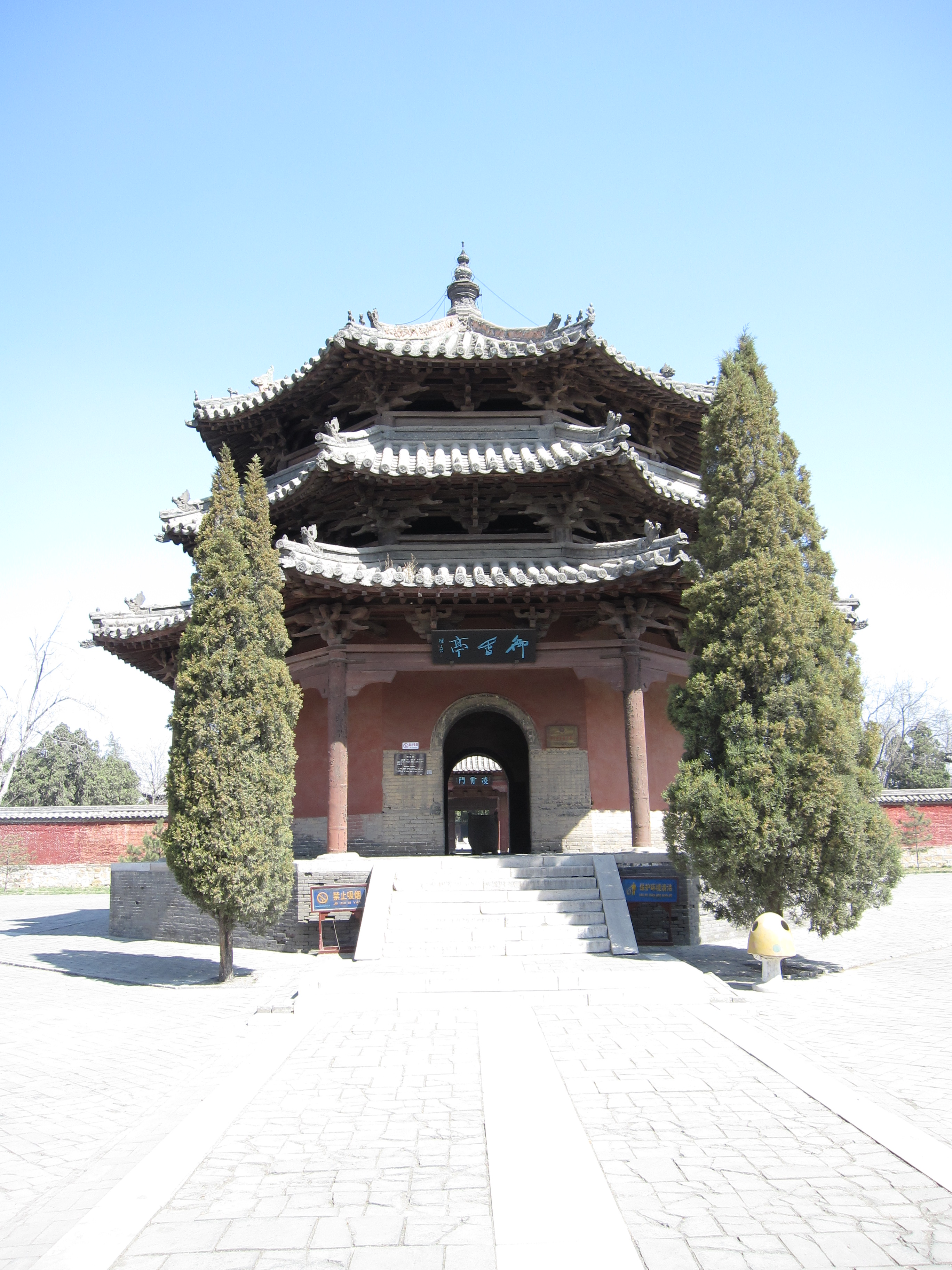
Pavilhão Tianyi.

O Templo Beiyue ocupa uma área total de 170 mil metros quadrados e a sua área de construção estende-se por 5 400 metros quadrados. O complexo foi implantado de acordo com o eixo norte-sul e é constituído por seis edifícios, designadamente: o Pavilhão Yuxiang; o Portão Lingxiao; o Portão Principal; o sítio do já inexistente Salão Feishi; um edifício octogonal chamado de Pavilhão Tianyi, construído durante a Dinastia Ming; e o Salão Dening. Numa grande plataforma em frente ao Salão Dening, encontram-se as relíquias de esculturas em pedra, naquele que foi outrora o local do Salão Feishi. De acordo com as inscrições presentes no templo, grande parte dos edifícios atuais foram reconstruídos em finais do século XX.
O muro que cerca o templo fazia parte de uma muralha da cidade que cercava Quyang. O portão sul do templo foi na época um dos principais portões da cidade. Para além do que permanece como parte do templo, nada mais restou desta muralha. Os jardins do templo são inclusive lar de mais de 137 estelas, que remontam desde a Dinastia Wei do Norte (386–534) à Dinastia Qing (1368–1911).

### Salão Dening
O Salão Dening (德宁殿) é o salão principal do templo, e foi construído em 1270 durante a Dinastia Yuan. Encontra-se sobre uma maciça plataforma, a qual os chineses denominam de yuetai (月台, lit. plataforma), com 25 metros de comprimento e 20 de largura. Construído sobre tamanha plataforma, o Salão Dening pode ser acessado por uma das escadas centradas na parte frontal ou por uma das duas escadas laterais anexas ao yuetai. Próximo do perímetro da plataforma encontra-se uma balaustrada de mármore branco encabeçada por estatuetas em forma de leões. O salão mede sete tramos por quatro e está rodeado por uma arcada que suporta os beirais. De acordo com o  Yingzao Fashi, um tratado de arquitetura da Dinastia Song, o Salão Dening possui os mais complexos conjuntos de suportes dougong (puzuo) existentes, que remontam da Dinastia Yuan. Este tipo de cornijas têm três suportes transversais e três horizontais. Com base no complexo sistema de suportes dougong, na balaustrada de mármore e na alta plataforma, Steinhardt identificou o Salão Dening com um dos dois salões de madeira mais notáveis e importantes que remontam do período Yuan. Estas características também se assemelham às descrições realizadas sobre a arquitectura da capital Mongol, o que significa que o Salão Dening representa uma parte da então perdida arquitetura de Dadu (atual Pequim).
Este salão possui pinturas murais taoístas em três das suas paredes. O mural da parede de oeste, é atribuído à Dinastia Tang, e mede 17 por 7 metros. Este destaca uma divindade local da água, com o ser alado no topo. De proporções semelhantes, é o mural da parede a leste, o qual retrata o Rei Dragão (龙王). O salão contém nove estátuas, e todas elas datam do mais recente período relativo à construção do edifício.